# Eszkimók

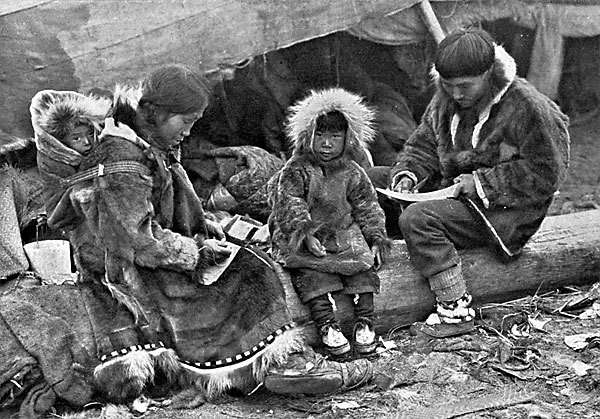
Eszkimó család
(National Geographic Magazine, Volume 31 (1917))

Az eszkimók vagy inuitok rokon nyelvű és kultúrájú népcsoportok tagjai, akik Kelet-Szibériától Alaszkán és Kanadán át Grönlandig húzódó arktikus területeken élnek.

## Azeszkimóelnevezés
A nyelvészek körében kialakult konszenzus szerint a szó az algonkin indián nyelvből származik (ayas̆kimew) és eredeti jelentése „hótalpat kötő ember” és nincs pejoratív jelentése. (Ennek ellenére Kanadában például ez az elnevezés sértőnek számít. A politikai korrektség jegyében helyette az „inuit” szót alkalmazzák.) Az eszkimó elnevezést csak más népek használják, az e névvel jelölt népcsoportok között ilyen átfogó népnév nem létezik: az egyes csoportok többnyire valamilyen triviális névvel utalnak magukra: „ember” (esetleg „igazi ember” – a hitvilág megszemélyesített lényeitől való megkülönböztetés érdekében); ezenfelül legfeljebb csak egy-egy szűkebb csoportnak van valamilyen saját neve.

## Nyelv

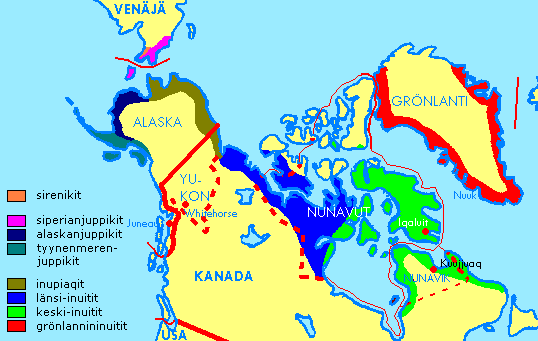
Eszkimó nyelvek

Az eszkimó nyelvek az eszkimó-aleut nyelvcsalád nagyobbik ágát alkotják. Az eszkimó nyelveket inkorporáló és poliszintetikus vonások, ergatívuszi szerkesztés jellemzik, a nyelvcsalád kisebbik ágára, az aleutra e vonások kevésbé jellemzőek. Az egyéb nyelvekkel való rokonítások vitatottak (ld. paleoszibériai nyelvcsalád hipotézis-változatok).
Az egymáshoz közeli csoportok nyelve általában kölcsönösen érthető, de hosszabb nyelvlánc esetén már jelentősek lehetnek a különbségek. Nyelveik csoportosítása: általában jupik és inuit ágat különböztetünk meg. A nemrég kihalt szirenyiki eszkimó nyelv besorolása vitatott: a jupik és az inuit melletti önálló ágnak tekintik, vagy a jupikhoz sorolják.

## Környezet
Az eszkimók Észak-Amerika és Kelet-Szibéria sarkvidéki területein élnek. Az iglu egy kalapszerű kupola, amit kemény hóból készítenek, a hó olyan jól szigetel, hogy bent tartja a meleget és kizárja a hideget.

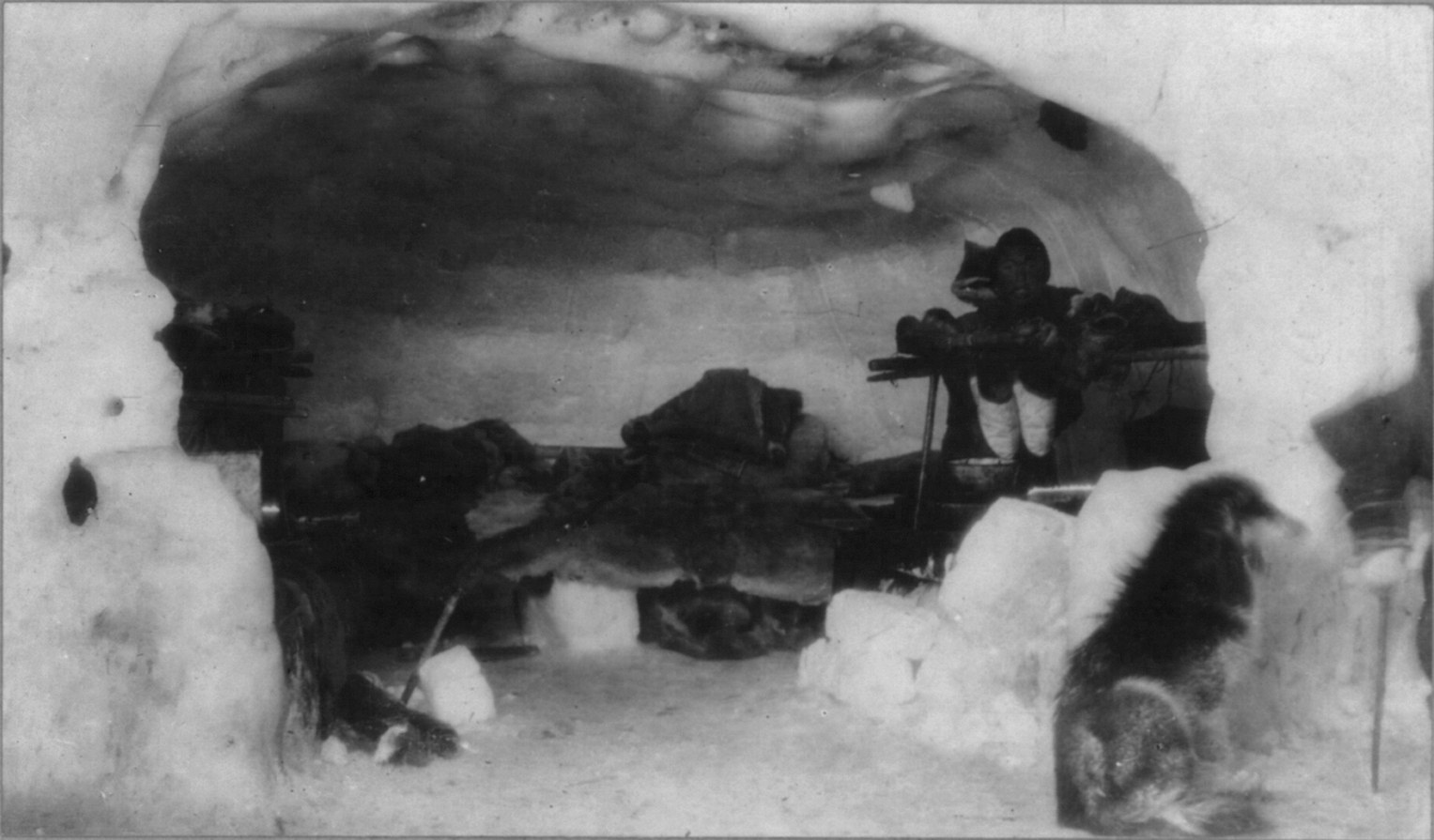
Hókunyhó belseje. A fa ritka építőanyag

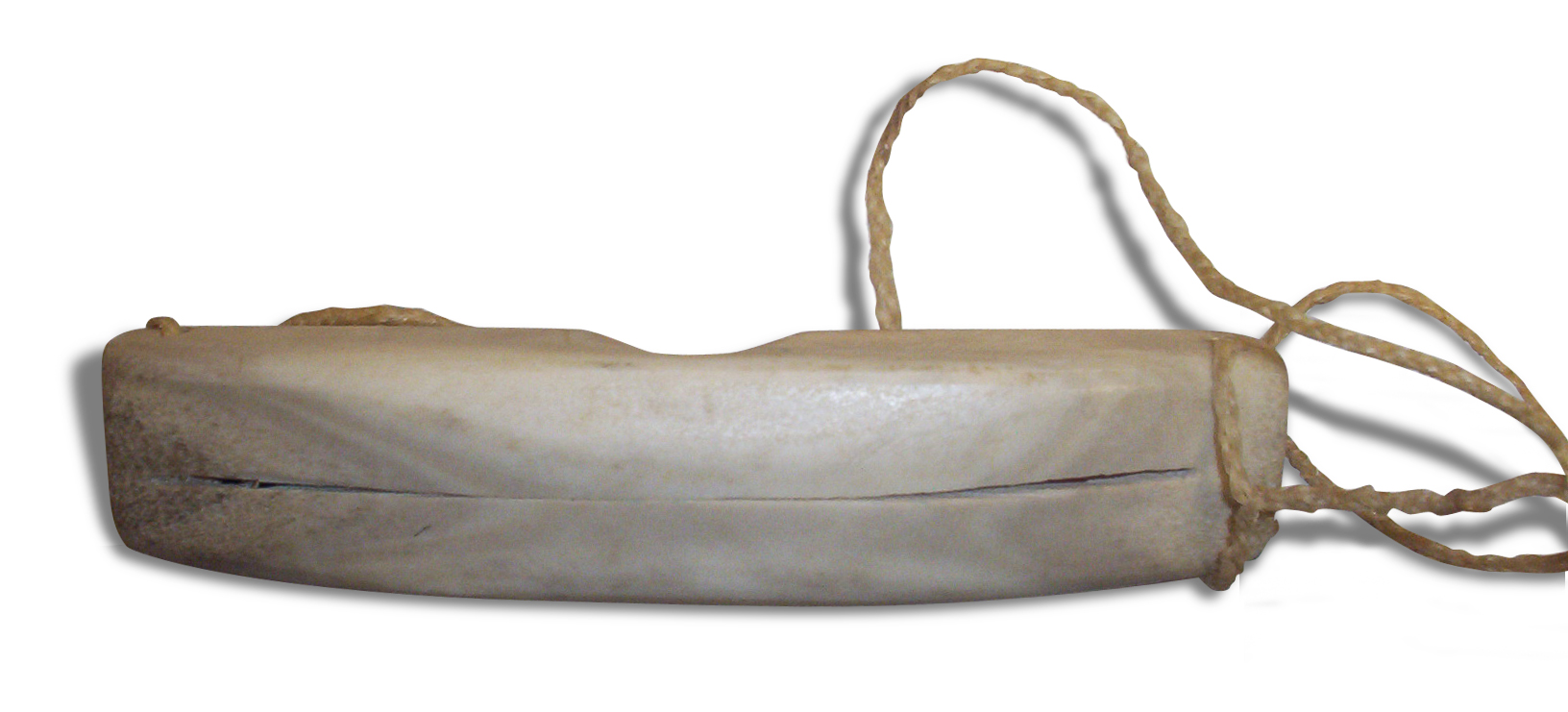
A hóval fedett síkságokon különleges védőszemüvegre van szükség

A legtöbb eszkimó csoport az arktikus fahatártól északra (tehát fátlan vidékeken) él, a karibu eszkimók kivételével tengerparti életet élnek, vagy azt szezonálisan váltogatják belvidéki életmóddal (szarvas vadászata; belvidéki tavak, folyók mentén való édesvízi halászat). Ahol az északi sarkkörtől északra élnek, ott telenként a napok teljes hosszára kiterjedő sarki sötétséggel is számolniuk kell.
Az élőfa említett hiánya uszadékfa használatára szorítja rá őket vagy egyéb anyagok (kő, csont, hó) felhasználására. A fa ritkasága ismeretében válik érthetővé egy apró életkép egy konkrét csoport életéből: hogy a sámántanonc által mesterének nyújtott fizetség (egy sátorcölöp) miért is számíthat olyan komoly, nehezen megszerezhető ajándéknak.
A fa ritkaság, de bokrok vannak, bogyóik az étrend kellemes kiegészítését nyújtják. A fű is hasznos alapanyag (például bélés), a mohából lámpabél készül. A szárazföldön szarvasfélék, farkas; a tengerben is sokféle emlős él (cetfélék: orka, bálna; úszólábúak: rozmár, fóka).

## Anyagi kultúra

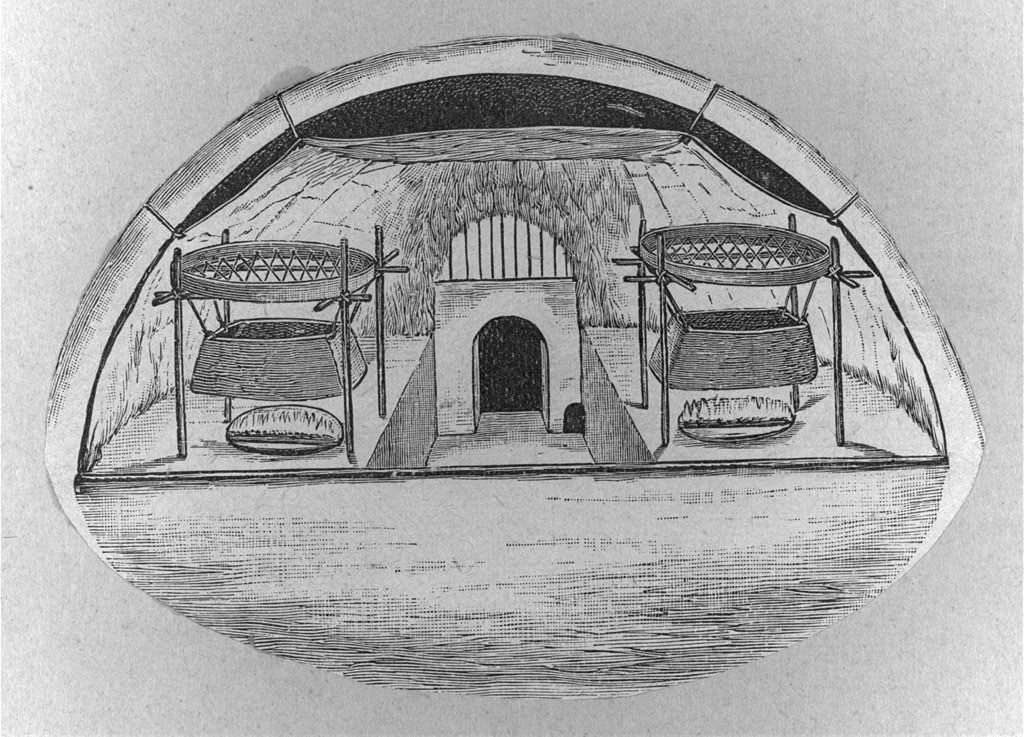
Eszkimó hókunyhó rajza

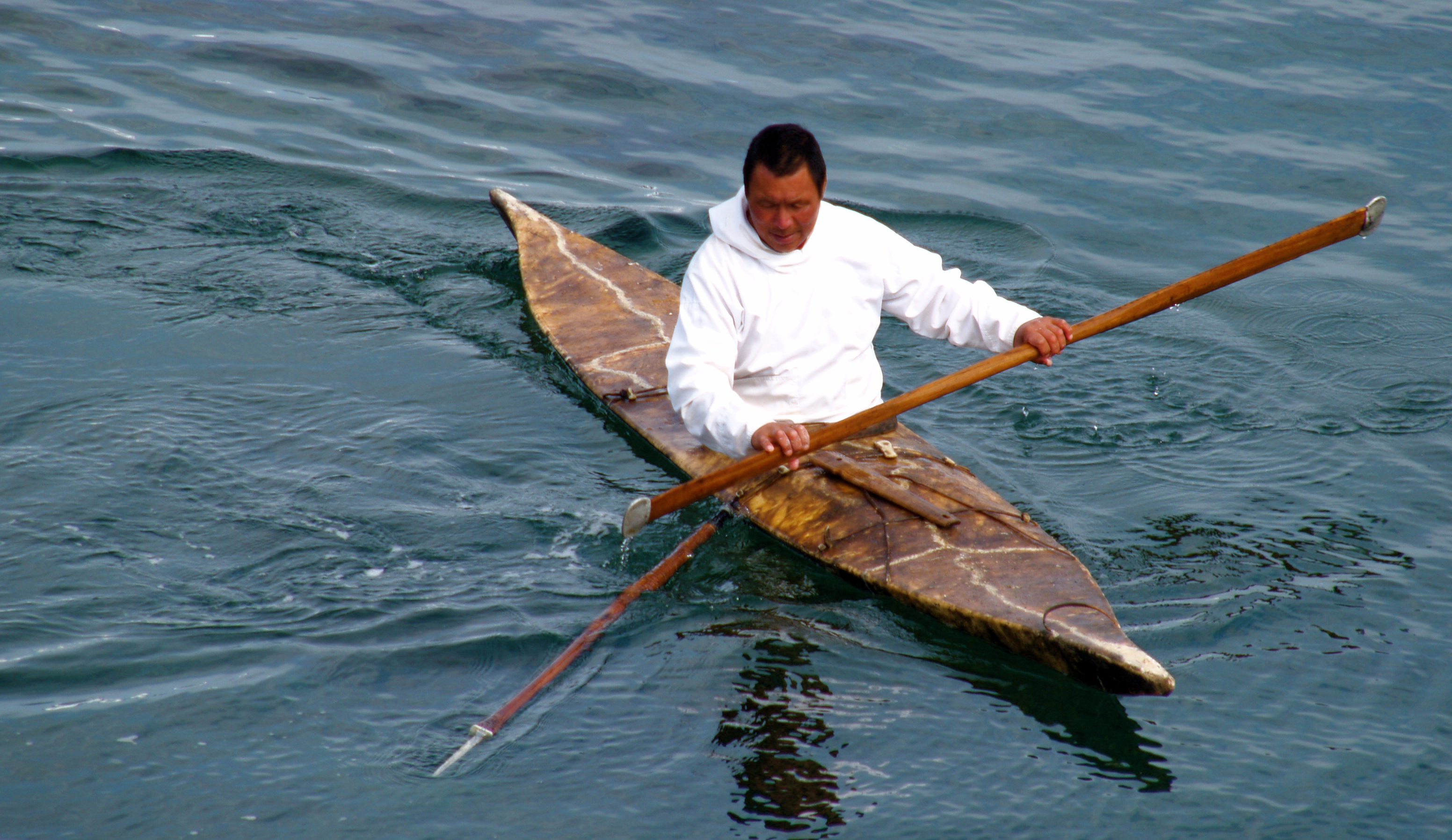
Grönlandi kajakos fókavadász

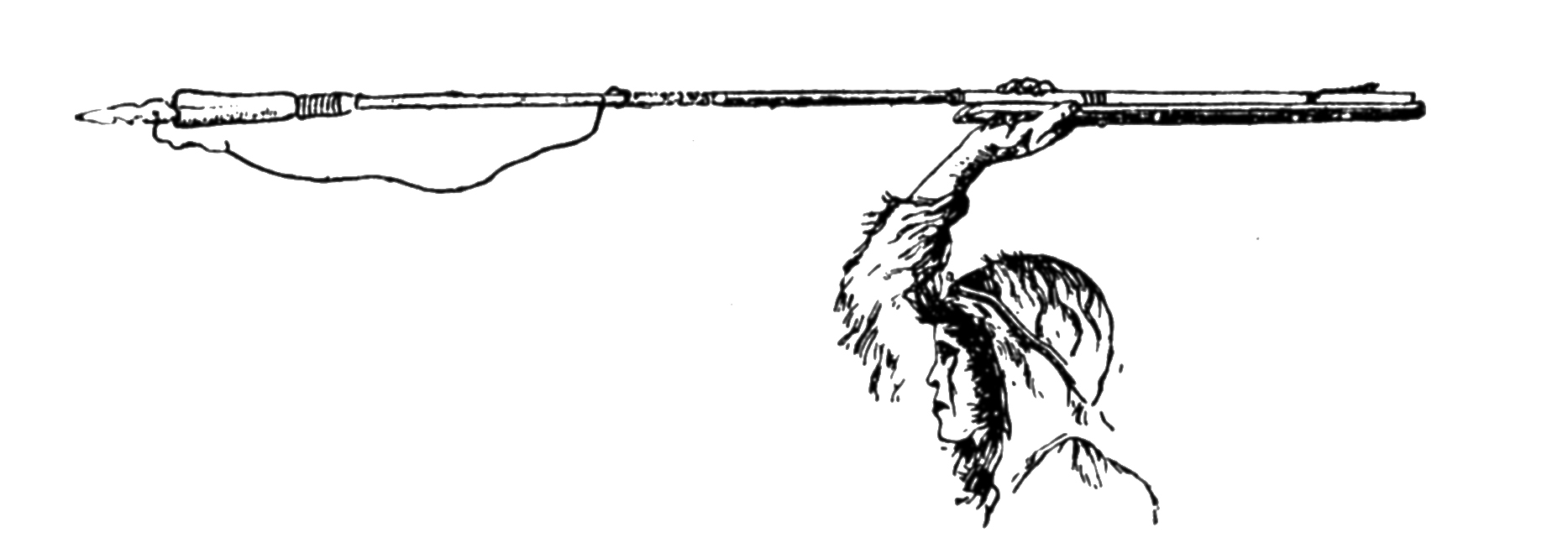
Dárdavető

Az eszkimók hagyományosan vadász-gyűjtögető életmódot folytattak (helyenként nomád rénszarvastartással párosítva), egyes csoportokat (karibu eszkimók) leszámítva a tengeri emlősök vadászata jellegzetes megélhetési forrásuk.
Életkörülményeik (fa szűkössége, éghajlat) igen specializált technológia kifejlesztésére szorította rá őket. Nyáron többnyire sátrakban laknak, télen uszadékfából, kőből, tőzegből épült házakat használnak (esetleg részben vagy mélyebben a földbe vájt, süllyesztett, hideg- és szélmentes szintekkel), egyes csoportok hókunyhót építenek. Specializált a ruházat is, és a vízi vadászat eszközkészlete is. Sok csoport az egyszemélyes kajak mellett nagyobb csónakfajtát használnak a gyerekek, asszonyok utazásánál vagy bálnavadászatra.

## Társadalom

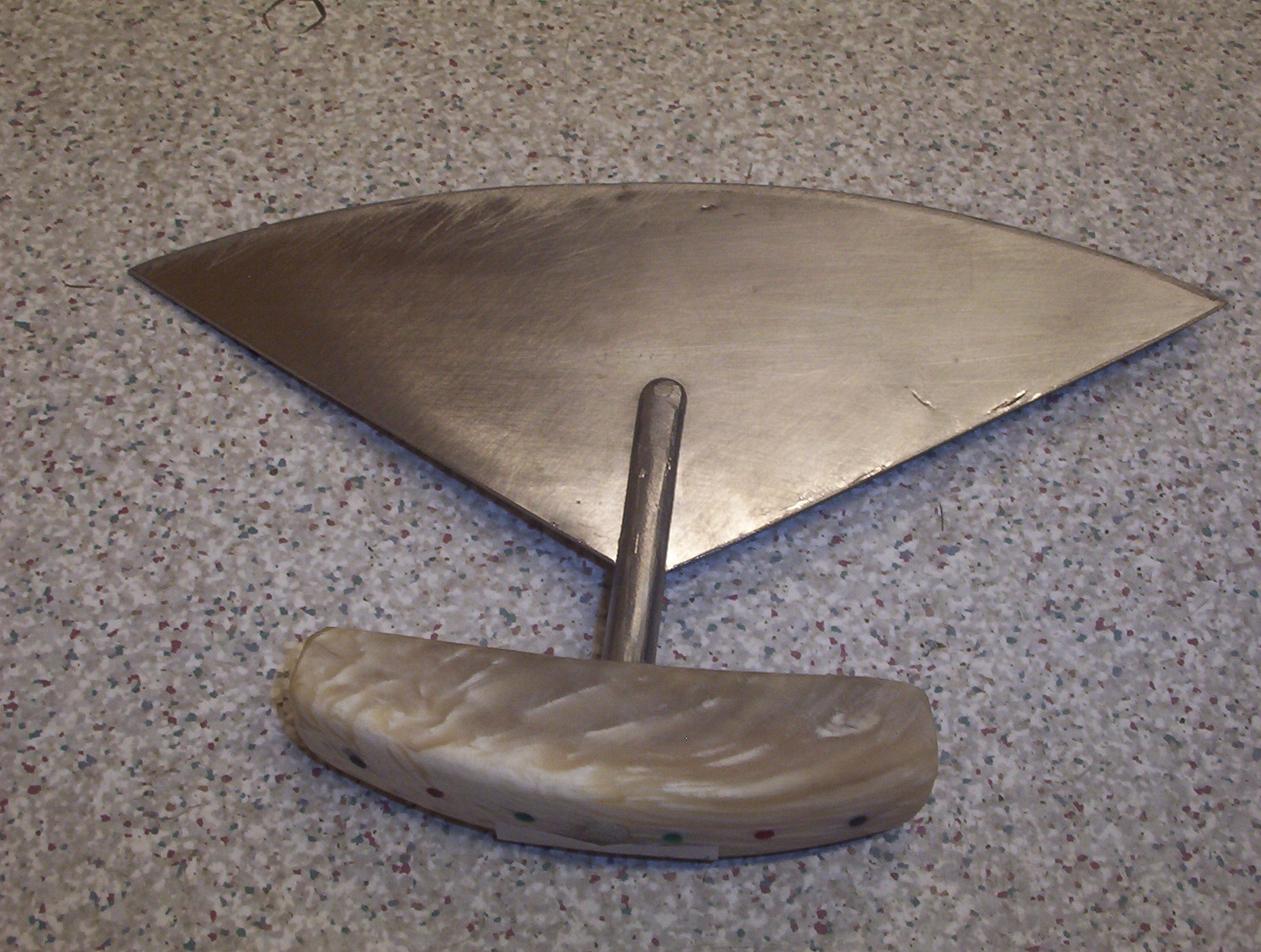
Ulu, asszonykés: női munkákra való kés

A férfiak a vad elejtését végzik, a további feldolgozás a nő dolga.
A lélekfogalommal kapcsolatos egyik sajátos hiedelem (vö. kettős lélek) szerint a gyerekre egy vagy több ős ún. „neve” vigyáz. Kultúráról kultúrára változhat, hogy ezen a szóban forgó ős valamiféle, a gyerekben való reinkarnációját értik-e vagy sem, de mindenképpen a (már elnevezett) gyerekkel való különösen gyengéd magatartásra ösztönöz e képzet. Az újszülöttre ügyelő ős nevének átadása általában külön rítus keretében megy végbe.

## Hiedelemvilág
Számos eszkimó csoport szellemi életét hagyományosan animisztikus hiedelemrendszer jellemezte. Ennek sok esetben része lehet sajátos lélekfogalmak képezhetik részét (ld. kettős lélek), ezzel egyben a samanizmus megértésében is fontos lehet.
A zord környezettel összhangban, a hitvilágot áthatja az állatvilággal való kapcsolatokat (is) szigorúan szabályozó tabuk rendszere. Ennek vannak az elejtett állat iránti tiszteletet, az el nem ejtett állat iránti bizalomkeltést célzó elemei is, továbbá a túlzott vadászatot tiltó normái is. A hitvilág „ökológiai” vonatkozásai más kultúráknál is megfigyelhetőek, például a könnyen kimeríthető élővilágú őserdők világában (ld. Boglár Lajos guaranikról, nyambikvarákról írt műveit, és Gerardo Reichel-Dolmatoff terepmunkáit).

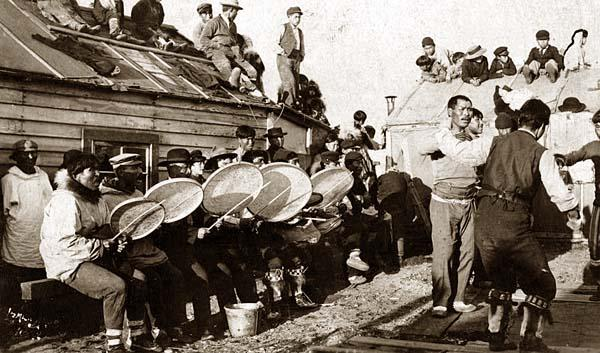
Inuit tánc, 1900

A közösségi ünnepek lehetnek évenként visszatérőek (esetleg valamilyen animisztikus hiedelemhez kapcsolódva: például „tengeri úrnő” alakja; hólyagünnep), kötődhetnek az egyén vagy a közösség életének korszakalkotó eseményeihez (például átmeneti rítusok), vagy állhatnak a sámán szeánszaiból, melyek funkciója szórakoztató, oktató is lehet, de esetleg valamilyen krízis elhárításának gazdag hiedelemrendszeréhez is kötődhet.

### Eszkimó samanizmus

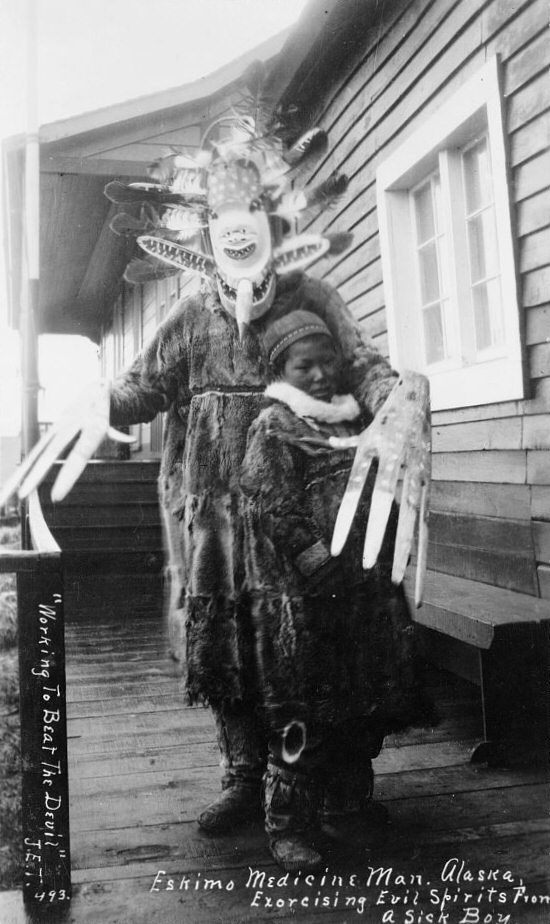
Jupik sámán gonosz szellemet űz ki egy beteg fiúból / A gonosz megverésének munkája. Nushagak terület, Alaszka, 1890-es évek

A nagy területen szétszórt eszkimó csoportok samanisztikus hiedelmei, gyakorlatai változatosak, akár maguk az egyes kultúrák. A sámán funkciója általában sokrétű, a természettel és a hitvilág lényeivel való kapcsolattartás, gyógyítás, elemi csapások elhárítása, tabuk megsértésének földerítése, beismerés révén a következményeinek elhárítása, szellemutazások, megidézések. Egyes vonások több szibériai samanisztikus kultúra gyakorlatával is összevethetőek, ez érthetővé teszi, hogy a szakirodalom „samanizmus” címen tárgyalja az eszkimó népek ilyen gyakorlatát.
A sajátosságok közt említsük meg a külön sámánnyelv használatát, ami egyes kultúrákban megfigyelhető, akár többféle formában is:
- a sámán használhatja közössége előtt tartott szertartásán, amikor az „idegen” (a megszokott emberi világ mintájára, egyben attól mégis eltérőnek elképzelt) szellemvilággal érintkezik[4]
- egyes kultúrákban az anya használja csecsemőjéhez beszélve, amikor a hiedelemvilág által előírt szertartásban részesíti, abban a hitben, hogy a kis „idegen” lény szocializációjához szükséges ez.[4]

Más sajátosság, ami egyben több szibériai kultúra gyakorlatától is eltér: a kényszer hiánya. A jelölt átélhet hallucinációkat vagy hasonló jelenségeket, és értelmezheti ezt kultúrája hiedelemvilágának megfelelően, de általában visszautasíthatja az elhívatást.

## Eszkimó művészet

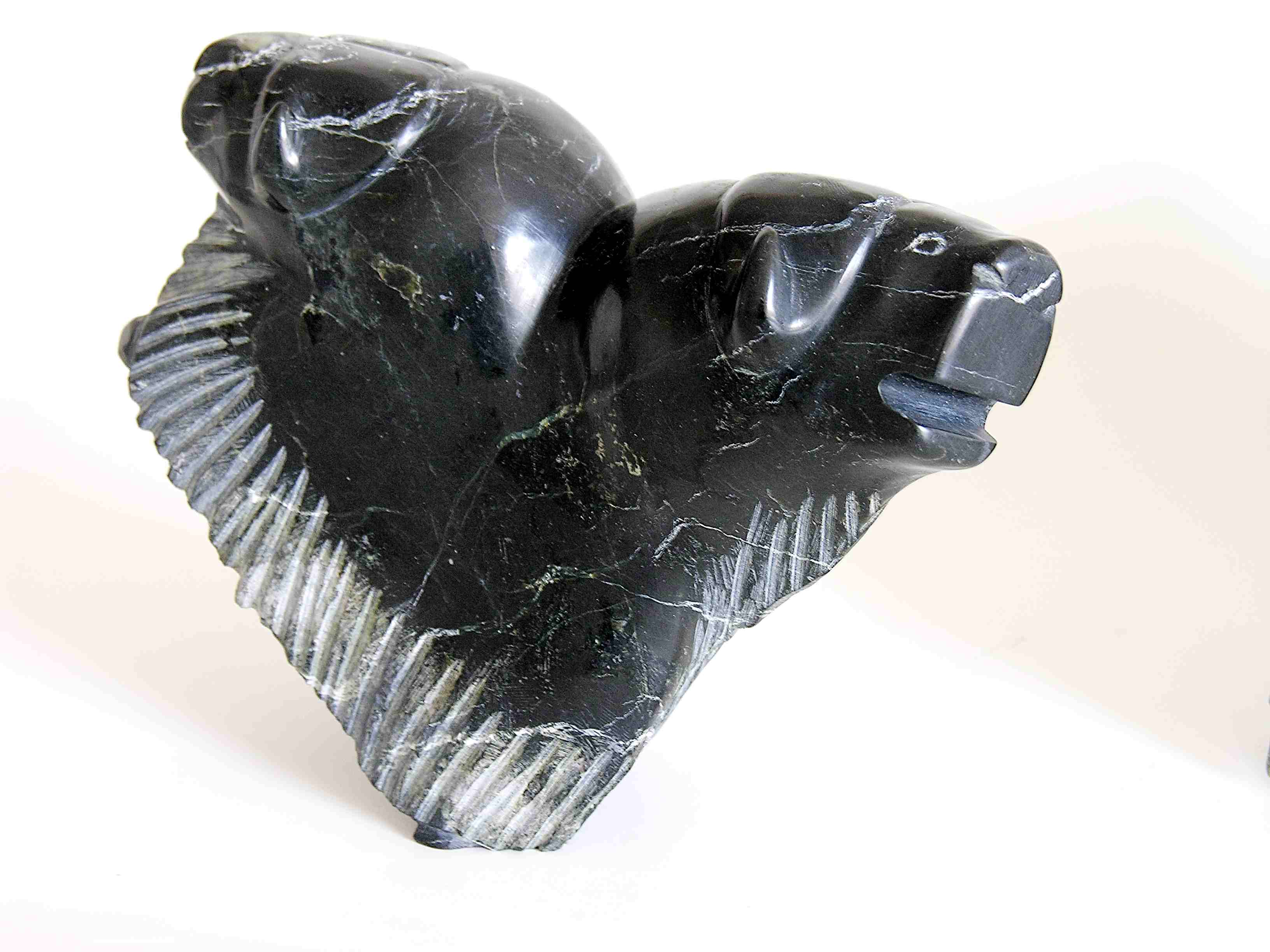
Kortárs, de továbbra is a természeti környezet ihlette műalkotás

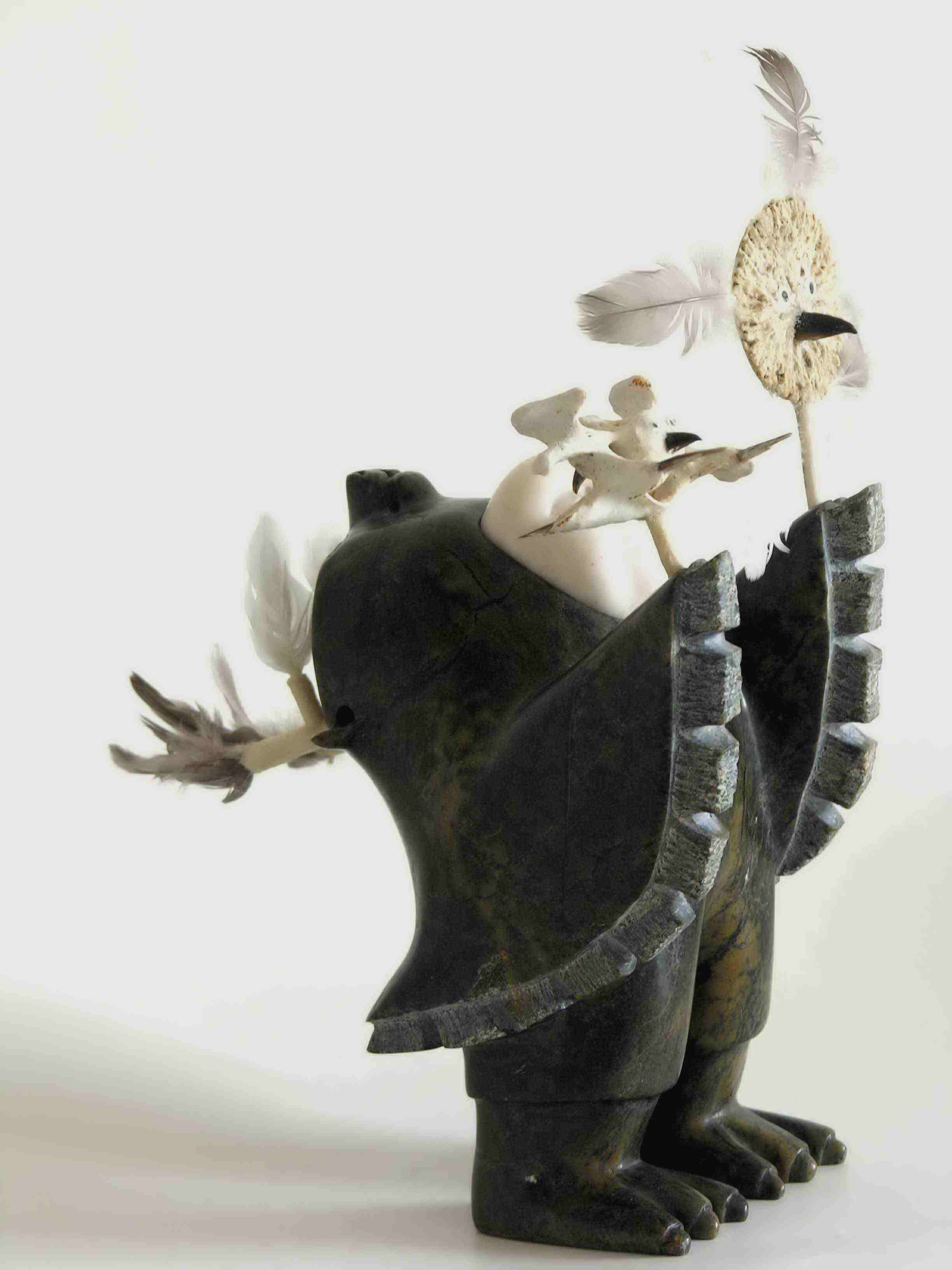
Kortárs, de továbbra is a hiedelemvilág ihlette műalkotás: sámán jelképes ábrázolása

A hiedelemvilág az eszkimó művészetre is rányomja bélyegét. Sámán által mágikus erővel átitatott bálnaábrázolást szíjaztak a csónakhoz, abban a hitben, hogy ezáltal az igazi bálna szívesebben hagyja magát elejteni. A szibériai eszkimók a kardszárnyú delfinről azt hitték, hogy a rozmárvadászatban az ember segítőtársa, a csónak az állat képét formázta, és a vadász övén is ilyen ábrázolás függött. A hiedelemvilággal való összefonódottságot szemlélteti, hogy apróbb áldozatokat is kapott a kardszárnyú delfin: dohányt szórtak a tengerbe számára.
Ma is születnek műalkotások, ezek inkább a művész egyéni stílusaként, önkifejezéseként érthetők meg, semmint valamiféle tradicionális eszkimó kultúra közvetlen lenyomataként. Azonban ezek nagy részének is ihlető forrása a hiedelemvilág és a természeti környezet.

## Történetük
Feltehetőleg Eurázsiából, a Bering-szoros helyén vándoroltak be.